# العلاقات الأرجنتينية الكونغوية
العلاقات الأرجنتينية الكونغولية هي العلاقات الثنائية التي تجمع بين الأرجنتين وجمهورية الكونغو.

## مقارنة بين البلدين
هذه مقارنة عامة ومرجعية للدولتين:
| وجه المقارنة                                              | الأرجنتين                                               | [[تصنيف:صفحات تستخدم رمز علم غير موجود\|]] جمهورية الكونغو |
| --------------------------------------------------------- | ------------------------------------------------------- | ---------------------------------------------------------- |
| المساحة (كم2)                                             | 2.78 مليون                                              | 342.00 ألف                                                 |
| عدد السكان (نسمة)                                         | 44.27 مليون                                             | 5.26 مليون                                                 |
| الكثافة السكانية (ن./كم²)                                 | 15.92                                                   | 15.38                                                      |
| العاصمة                                                   | بوينس آيرس                                              | برازافيل                                                   |
| اللغة الرسمية                                             | اللغة الإسبانية                                         | لغة فرنسية                                                 |
| العملة                                                    | البيزو الأرجنتيني 1983 ‏، بيزو أرجنتيني، أسترال أرجنتيني | فرنك وسط أفريقي                                            |
| الناتج المحلي الإجمالي (بليون دولار)                      | 637.59 مليار                                            | 8.72 مليار                                                 |
| الناتج المحلي الإجمالي (تعادل القوة الشرائية) بليون دولار | 883.02 مليار                                            | 29.48 مليار                                                |
| الناتج المحلي الإجمالي الاسمي للفرد دولار أمريكي          | 13.43 ألف                                               | 1.85 ألف                                                   |
| الناتج المحلي الإجمالي للفرد دولار أمريكي                 |                                                         |                                                            |
| مؤشر التنمية البشرية                                      | 0.827                                                   | 0.591                                                      |
| رمز المكالمات الدولي                                      | +54                                                     | +242                                                       |
| رمز الإنترنت                                              | .ar                                                     | .cg                                                        |
| المنطقة الزمنية                                           | 00                                                      | ت ع م+01:00                                                |

## منظمات دولية مشتركة
يشترك البلدان في عضوية مجموعة من المنظمات الدولية، منها:
| علم المنظمة | اسم المنظمة                               | تاريخ انضمام الأرجنتين | تاريخ انضمام جمهورية الكونغو |
| ----------- | ----------------------------------------- | ---------------------- | ---------------------------- |
|             | مؤسسة التنمية الدولية                     | 3 أغسطس 1962           | 8 نوفمبر 1963                |
|             | البنك الإفريقي للتنمية                    | ?                      | ?                            |
|             | يونسكو                                    | 15 سبتمبر 1948         | 24 أكتوبر 1960               |
|             | مؤسسة التمويل الدولية                     | 13 أكتوبر 1959         | 1 أكتوبر 1980                |
|             | منظمة حظر الأسلحة الكيميائية              | ?                      | ?                            |
|             | الأمم المتحدة                             | 24 أكتوبر 1945         | 20 سبتمبر 1960               |
|             | منظمة الشرطة الجنائية الدولية             | ?                      | ?                            |
|             | البنك الدولي للإنشاء والتعمير             | 20 سبتمبر 1956         | 10 يوليو 1963                |
|             | المركز الدولي لتسوية المنازعات الاستشارية | 18 نوفمبر 1994         | 14 أكتوبر 1966               |
|             | وكالة ضمان الاستثمار متعدد الأطراف        | 11 فبراير 1992         | 16 أكتوبر 1991               |
|             | منظمة التجارة العالمية                    | ?                      | ?                            |
|             | الفريق المعني برصد الأرض                  | ?                      | ?                            |

## وصلات خارجية
- موقع وزارة الخارجية الأرجنتينية